# ACE High

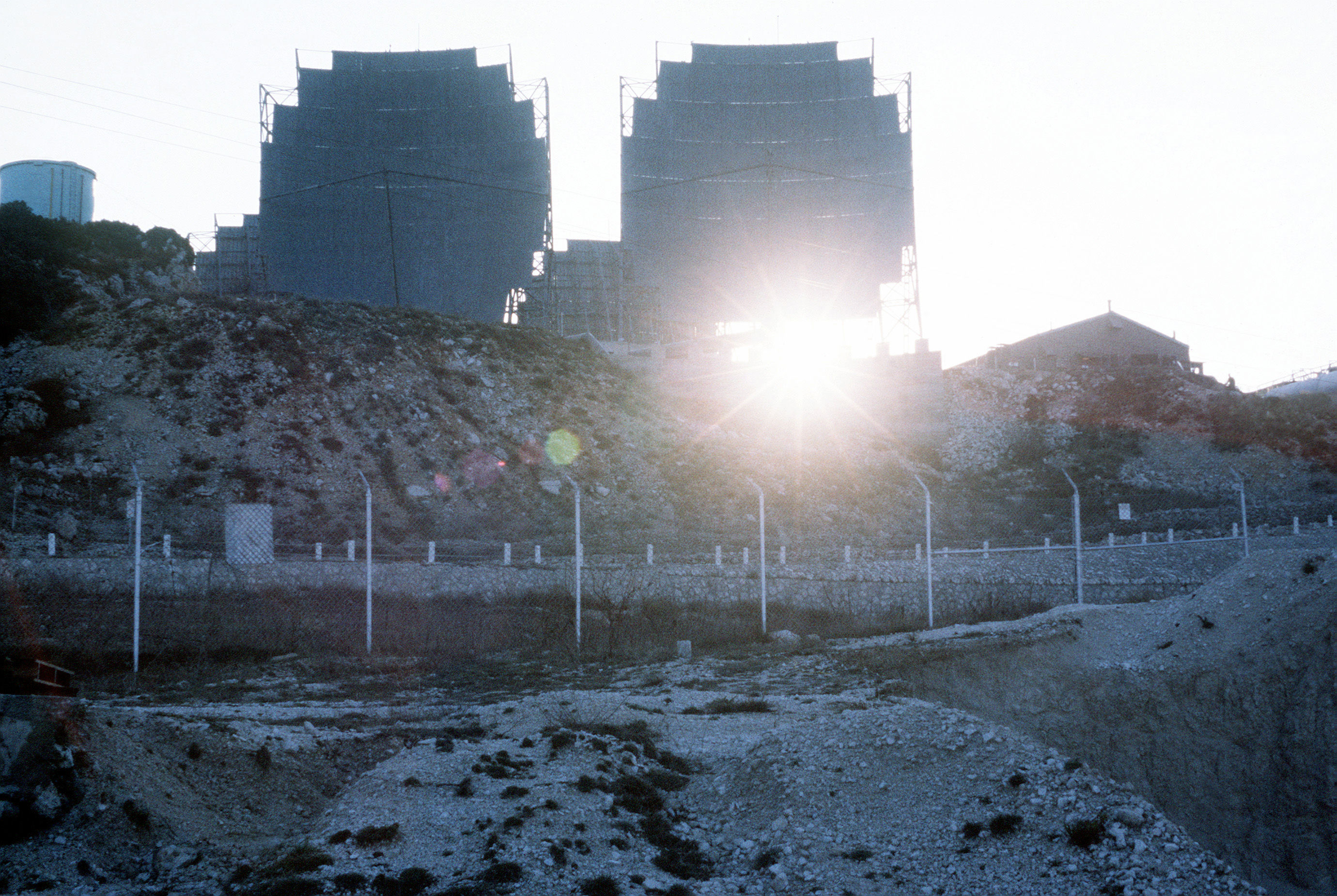
ACE High-antenner på ön Levkas.

ACE High var ett radiokommunikationssystem inom NATO och som började byggas 1956. Systemet togs ur drift i slutet av 1980-talet och det frekvensområde man utnyttjade togs i anspråk för civil mobiltelefoni. 
Nätverket bestod av två huvuddelar; dels radiolänkförbindelser, så kallad PTP-länk, och dels ett speciellt radiosystem. Nätverket bestod av 49 troposcatterförbindelser och 41 PTP-förbindelser och gick från Norge i norr till Turkiet i söder via Centraleuropa. Systemet hade stationer i Norge, Danmark, Västtyskland, Storbritannien, Nederländerna, Frankrike, Grekland och Turkiet. Som mest hade systemet 570 talkanaler, 260 telegrafikanaler och 60 datakanaler.

## Radiosystemet
Radiosystemet arbetade på L-bandet (832.56-959.28 MHz) och utnyttjade så kallad troposcatter, vilket innebar att radiosignalen studsade mot troposfären och fångades upp av mottagarstationen som antingen var avsedd mottagare eller bara länkade signalen vidare på samma sätt. Systemet var avsett att ge Nato tillgång till långdistanskommunikation för telefoni, telegrafi (RTTY) och data.